# Saint-Germain-du-Salembre
Saint-Germain-du-Salembre is een gemeente in het Franse departement Dordogne (regio Nouvelle-Aquitaine) en telt 762 inwoners (1999). De plaats maakt deel uit van het arrondissement Périgueux.

## Geografie
De oppervlakte van Saint-Germain-du-Salembre bedraagt 19,7 km², de bevolkingsdichtheid is 38,7 inwoners per km².
De onderstaande kaart toont de ligging van Saint-Germain-du-Salembre met de belangrijkste infrastructuur en aangrenzende gemeenten.

## Demografie
Onderstaande figuur toont het verloop van het inwonertal (bron: INSEE-tellingen).